# Merlin (jeu électronique)
Pour les articles homonymes, voir Merlin (homonymie).
Merlin est un jeu électronique commercialisé par Parker Brothers à partir de 1978.

## Histoire
Merlin est conçu par un couple d'astrophysiciens, Bob et Holly Doyle. En 1977, ils étaient déjà à l'origine d'un autre jeu électronique commercialisé par Parker Brothers : Code Name: Sector. Merlin connait un immense succès commercial : distribué en douze langues, il se vend à plusieurs millions d'exemplaires et est le jeu le plus rentable de l'année 1980 toutes catégories confondues.

## Présentation
Merlin se présente sous la forme d'un appareil en plastique rouge évoquant un combiné de téléphone surdimensionné (longueur 24 cm), divisé en trois parties :
- la partie supérieure abrite un haut-parleur[2],
- la partie centrale est équipée d'un clavier de onze touches translucides (numérotées de 0 à 10)[2] laissant apparaitre onze diodes électroluminescentes rouges,
- la partie inférieure comprend quatre touches libellées dans la version anglaise New game, Same game, Hit me et Comp turn.

Dans la version distribuée en France par Miro Meccano, les quatre touches du bas sont marquées respectivement par un disque, un signe égal et par les textes Black jack et Merlin.
La mise en marche se fait à l'aide d'un interrupteur situé sur le côté droit de l'appareil. L'alimentation est assurée par six piles de type R6.

## Jeux
Merlin est équipé de six jeux :
- Le morpion. Il s'agit d'un jeu de morpion sur une grille 3 x 3 (touches 1 à 9). Il est possible de jouer contre l'ordinateur ou contre un adversaire humain[2].
- Composition musicale. Permet la saisie d'une séquence musicale, à chaque touche du clavier étant associée une note de la gamme ou un silence pour la touche 0. La séquence enregistrée peut ensuite être rejouée par l'ordinateur[2].
- L'écho. L'objectif de ce jeu est de reproduire sur le clavier une séquence sonore générée aléatoirement par l'ordinateur[2].
- Black jack. Jeu similaire au black jack, mais où l'objectif à ne pas dépasser est treize et non vingt-et-un. Le joueur joue contre l'ordinateur[2].
- Le carré magique. L'objectif du joueur est de parvenir à afficher un carré formé de huit diodes (diodes 1 à 4 et 6 à 9)[2]. Chaque pression sur une touche du clavier a un effet déterministe que le joueur doit analyser[3].
- Jeu de code. Il s'agit d'un jeu de type Mastermind. Le joueur doit retrouver une séquence de chiffres générée par l'ordinateur. Après chaque proposition du joueur, l'ordinateur répond en indiquant le nombre de chiffres corrects dans la séquence[2].